# Carnell Peak
Carnell Peak är en bergstopp i Antarktis. Den ligger i Västantarktis. Chile gör anspråk på området. Toppen på Carnell Peak är 1 730 meter över havet.
Terrängen runt Carnell Peak är huvudsakligen kuperad. Trakten är obefolkad. Det finns inga samhällen i närheten. 